# حثالة (صناعة)

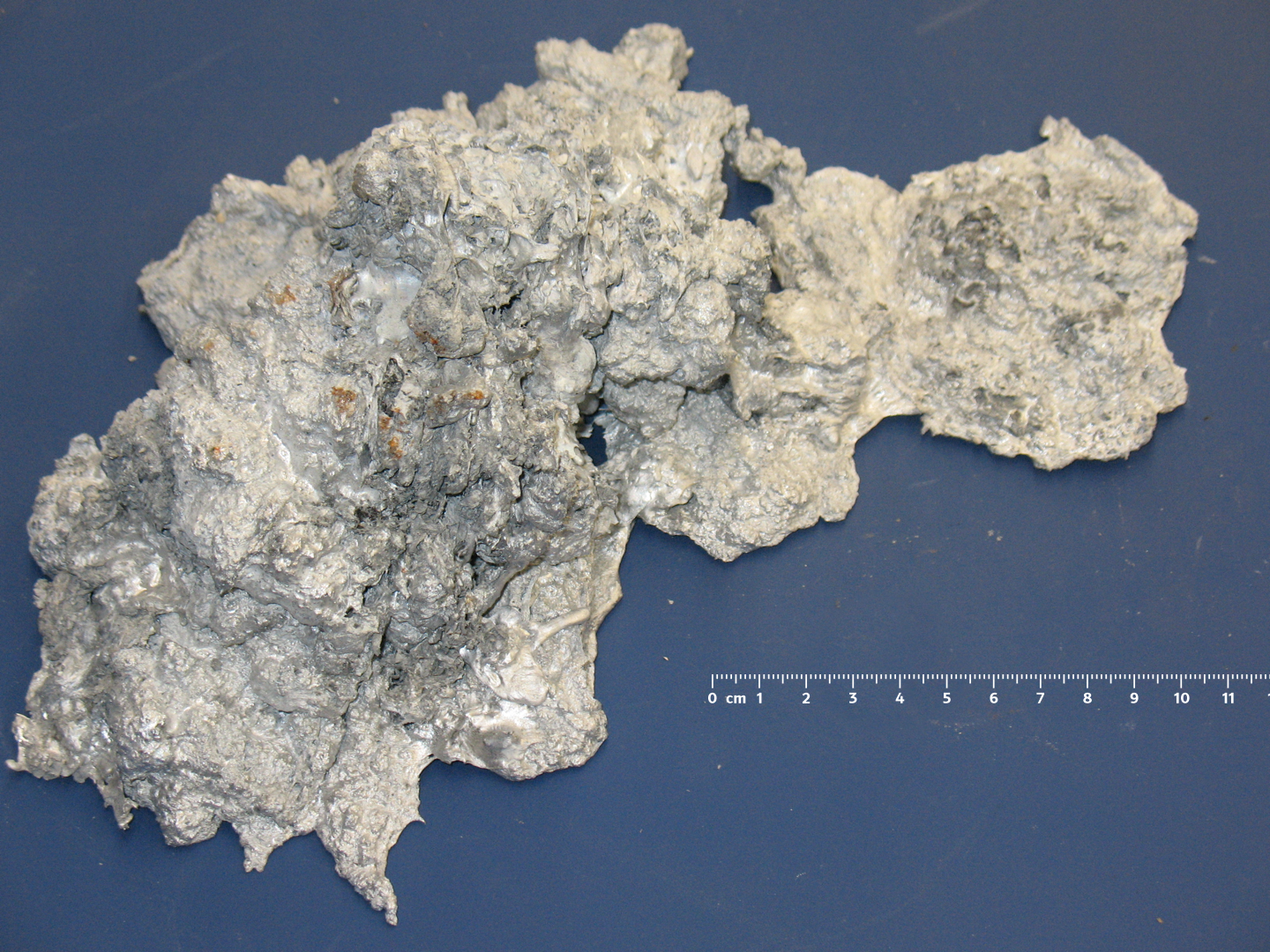

الحثالة  أو الطُّفاوة في الصناعة وعلم الفلزات والتعدين هي رغوة المعادن (النفاية)، خاصة الفضة، وهي شوائب تلك المعادن التي تُزال بصهرها.